# Marquis de Montauran
Le marquis de Montauran, dit « le Gars », est un personnage de La Comédie humaine d’Honoré de Balzac. Il est le second mari de Marie-Nathalie de Verneuil.